# Alice Paul – Der Weg ins Licht
Alice Paul – Der Weg ins Licht ist ein dokumentarischer Spielfilm der deutschen Regisseurin Katja von Garnier aus dem Jahr 2004. Er behandelt die Geschichte der US-amerikanischen Kämpferinnen für das Frauenwahlrecht und zwei ihrer Aktivistinnen, Alice Paul und Lucy Burns, in den Jahren 1912 bis 1920.
Der Film basiert nicht unmittelbar auf dem Buch Iron Jawed Angels (wie der engl. Filmtitel) von Linda Ford aus dem Jahr 1991, obwohl dort eine ähnliche Geschichte erzählt wird. Der Titel des Buches und der Originaltitel des Filmes beziehen sich beide auf den Namen, den die US-Presse den Suffragetten verlieh, als bekannt wurde, welche Tapferkeit sie während ihrer Inhaftierung gezeigt hatten.

## Handlung
Alice Paul und Lucy Burns sind gerade in die USA zurückgekehrt. Sie hatten einige Zeit in England verbracht, wo sie den Kampf der englischen Suffragetten unterstützt haben. Nun engagieren sie sich in der National American Woman Suffrage Association (NAWSA) (dt.: Nationale amerikanische Frauenwahlrechts-Vereinigung). Sie bemerken jedoch schnell, dass ihre Ideen den etablierten Aktivistinnen dort, allen voran Carrie Chapman Catt, zu radikal sind. So verlassen sie die NAWSA und gründen die National Woman’s Party (NWP) (dt.: Nationale Frauenpartei), die sich wesentlich radikaler für den Kampf um Frauenrechte einsetzt.
Mit der Zeit wachsen die Spannungen zwischen der NWP und der NAWSA, da deren Vorsitzende das Vorgehen der NWP wie direkter Protest gegen Präsident Woodrow Wilson und Mahnwachen vor dem Weißen Haus scharf kritisiert. Auch das Verhältnis zwischen der US-Regierung und der NWP verschärft sich dramatisch, als viele der Frauenrechtlerinnen wegen ihrer Aktivitäten unter fadenscheinigem Vorwand verhaftet, verurteilt und unter extremen Bedingungen inhaftiert werden.
Alice Paul und einige andere Frauen treten im Gefängnis in einen Hungerstreik, auf den die Gefängnisleitung mit brutaler Zwangsernährung der Frauen reagiert. Es gelingt den Frauen jedoch, mit Hilfe des (fiktiven) Senators Thomas Leighton, der mit der ebenfalls inhaftierten Emily Leighton verheiratet ist und anfänglich ein scharfer Gegner der Suffragetten war, einen Kassiber aus dem Gefängnis zu schmuggeln. Durch diesen wird die Presse auf die extremen Haftbedingungen der Frauen aufmerksam und berichtet kritisch. Selbst die bisher zurückhaltende NAWSA mit Carrie Chapman Catt an der Spitze stellt sich nun offen gegen Wilson und seine Politik.
Unter dem politischen Druck gibt Wilson nach, der US-Kongress beschließt den 19. Zusatzartikel zur Verfassung der Vereinigten Staaten, der den Frauen das Wahlrecht garantiert. Der Präsident begründet das in seiner öffentlichen Ansprache mit der gesellschaftlichen Leistung, die die amerikanischen Frauen im Großen Krieg für den Staat gezeigt hätten.
Die inhaftierten Frauenrechtlerinnen werden freigelassen, die Urteile gegen sie werden später vom Obersten Gerichtshof für verfassungswidrig erklärt.

## Produktion und Veröffentlichung
Alice Paul – Der Weg ins Licht war eine Fernsehproduktion des Kabelsenders HBO im Widescreen-Format und wurde auf verschiedenen Veranstaltungen auch in amerikanischen Kinos gezeigt. In Deutschland wurde Iron Jawed Angels (Originaltitel) u. a. auf der Berlinale 2005 als Original mit Untertiteln vorgeführt. Im März 2006 wurde er auf Premiere in deutscher Synchronisation unter dem Titel Alice Paul – Der Weg ins Licht ausgestrahlt.

## Kritiken
Alice Paul – Der Weg ins Licht wurde in der amerikanischen Presse fast durchweg positiv bis begeistert aufgenommen. Insbesondere die spannungsvoll aufgebaute Handlung und die moderne Schnitttechnik, die teilweise den Eindruck eines Videoclips vermittelt, kam bei den Kritikern gut an. Der Film spricht nach einhelliger Meinung insbesondere auch junge Leute an, die an einem rein dokumentarischen Film wenig Gefallen finden würden.
Der film-dienst schreibt in seiner Ausgabe 13/2007:
Film um die Frauenrechtlerin Alice Paul (1885–1977). Sie kämpft mit ihrer Freundin Lucy Burns sowie weiteren Gesinnungsgenossinnen für ein landesweites Wahlrecht für Frauen und lässt sich auch von brutalen Gegenmaßnahmen nicht entmutigen. Das allzu didaktisch und vereinfachend angelegte Drehbuch wird vor allem dank der charismatischen Darstellerinnen zu einem spannend-unterhaltsamen Einblick in die Geschichte weiblicher Emanzipation.

## Auszeichnungen
Im Jahr 2005 wurde der Film für den Golden Globe als bester Fernsehfilm nominiert. Anjelica Huston wurde 2005 für ihre Darstellung der Carrie Ann Chapman als beste Schauspielerin in einer Nebenrolle eines TV-Films mit dem Golden Globe ausgezeichnet.

## Bilder
Diese historischen Bilder aus den USA wurden in Filmszenen umgesetzt:

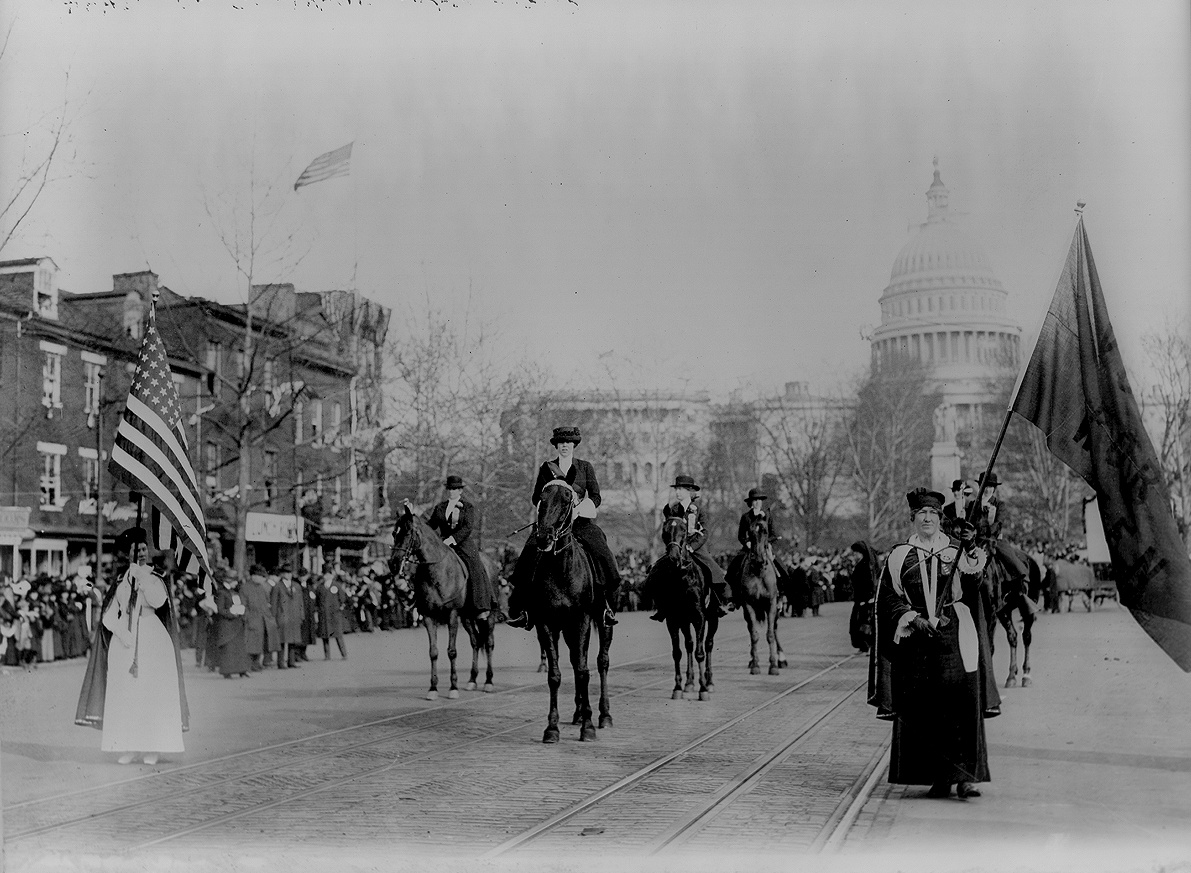
Suffragettenparade in Washington D.C., 1913
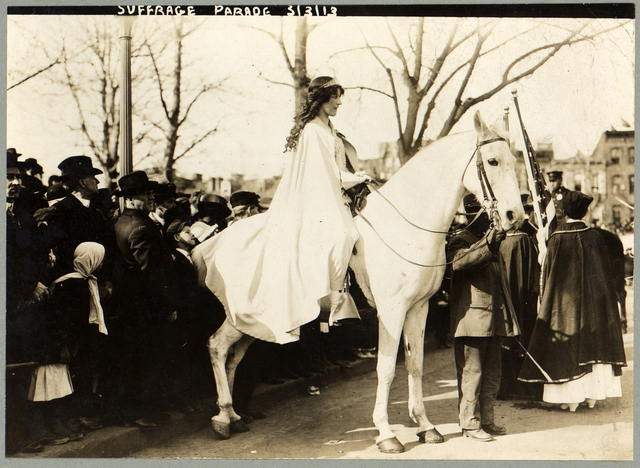
Inez Millholland Boissevain, Suffragettenparade in Washington D.C., 1913
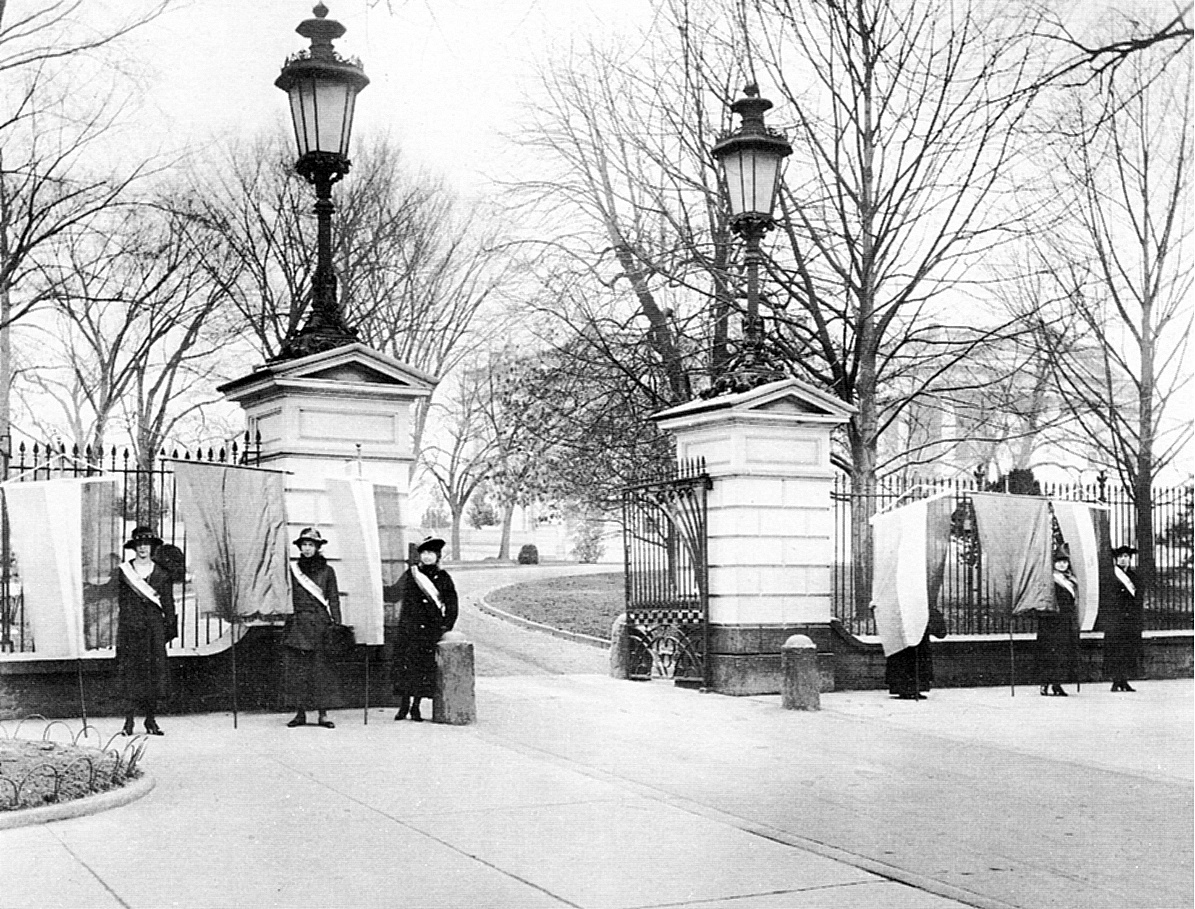
Mahnwache vor dem Weißen Haus
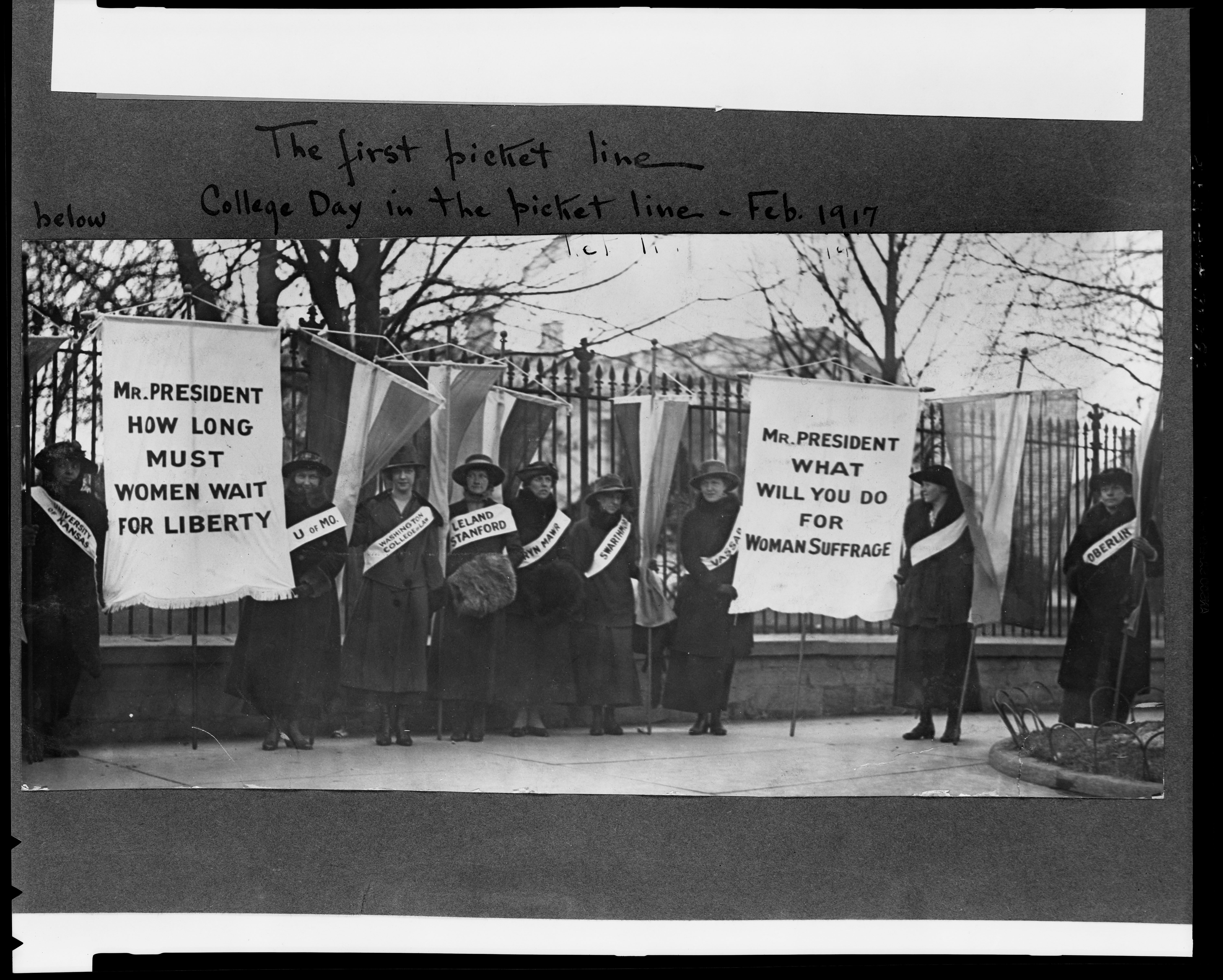
Mahnwache vor dem Weißen Haus
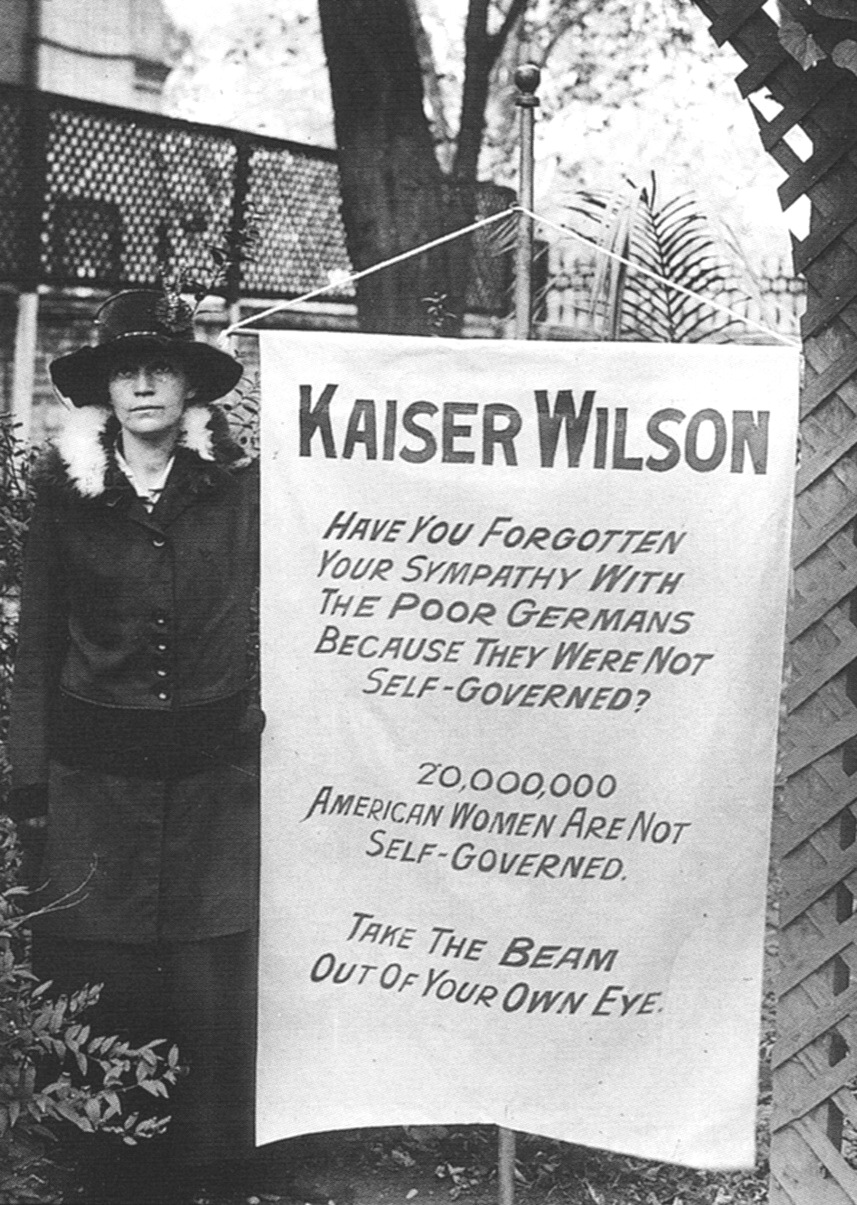
Protestplakat gegen Wilson
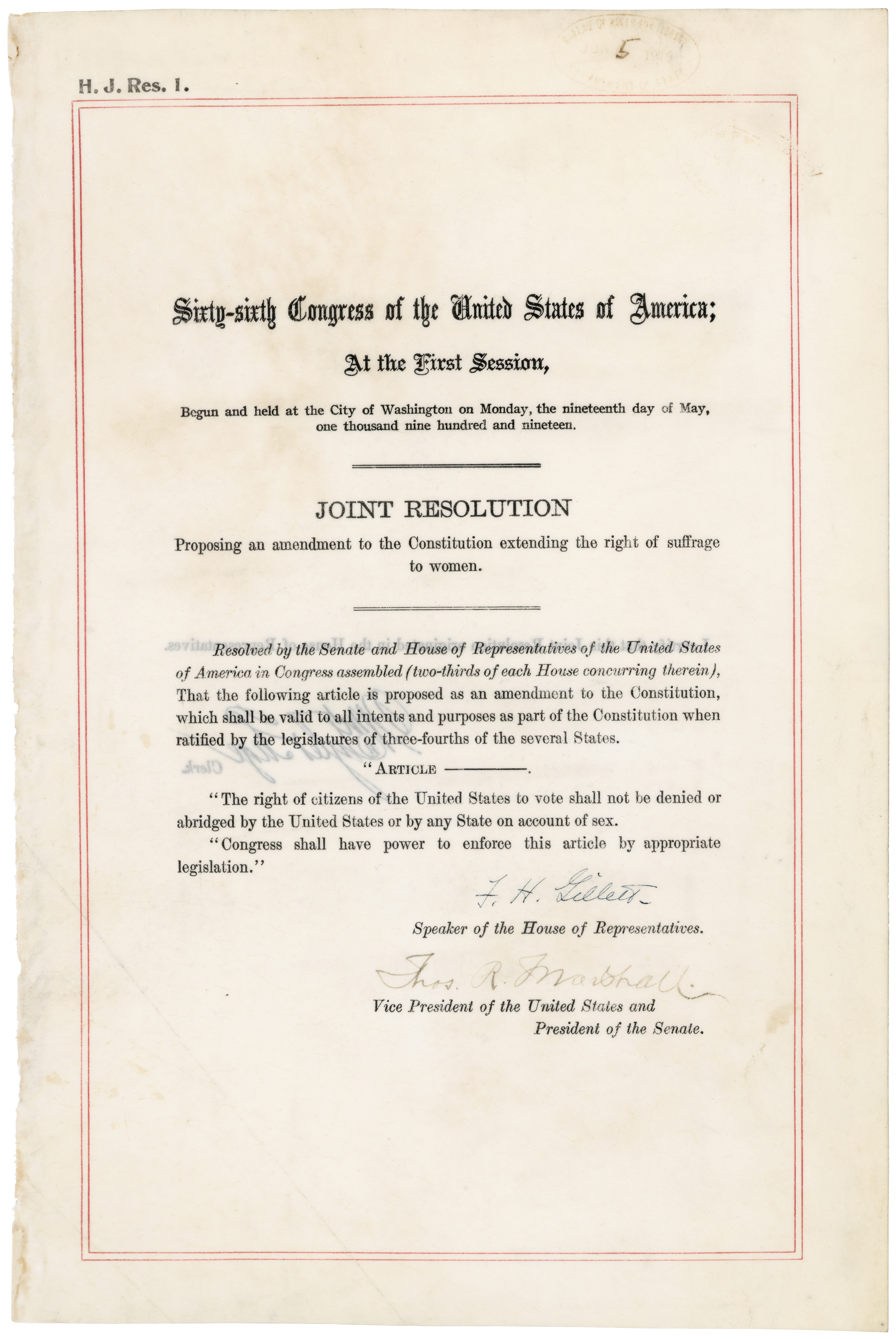
Der 19. Verfassungszusatz